# Ryō Kawasaki
Ryō Kawasaki (jap. 川崎 燎 Kawasaki Ryō; ur. 25 lutego 1947 w Tokio, zm. 13 kwietnia 2020 w Tallinnie) – japoński gitarzysta jazzowy, kompozytor, inżynier dźwięku oraz programista.

## Dyskografia

### Albumy jako lider zespołu
- Easy Listening Jazz Guitar (1970)
- Gut’s the Guitar (1972)
- Prism (1975)
- Eight Mile Road (1976)
- Juice (1976)
- Ring Toss (1977)
- Nature’s Revenge (1978)
- Mirror of My Mind (1979)
- Little Tree (1980)
- Live (1980)
- Sapporo (1980)
- Ryo (1982)
- Lucky Lady (1983)
- Images (1987)
- Here, There and Everywhere (1992)
- My Reverie (1993)
- Love Within the Universe (1994)
- Remixes (1995)
- Sweet Life (1996)
- Cosmic Rhythm (1999)
- Reval (2001)
- E (2002)
- Agana (2007)
- Late Night Willie (2009)
- Tribute to Keith Jarrett – Live in Concert (2010)
- Live in Beirut  (2011)
- Spain, Plays Solo Guitar  (2012)

### Wspólne nagrania łącznie z kompilacją
- Head-Rock / Jiro Inagaki & Soul Media (1970)
- Sound of Sound Limited / Takeshi Inomata (1970)
- Something / Jiro Inagaki & Soul Media Feat.Steve Marcus (1971)
- Rock Guitar Battle '71 (1971)
- Guitar Workshop (1971)
- Chigaihoken / Ushio Sakai (1973)
- Plays Jimi Hendrix / Gil Evans (1975)
- Mobius / Cedar Walton (1975)
- There Comes a Time / Gil Evans (1976)
- Tarika Blue vol.1 / Tarika Blue (1976)
- What Would It Be Without You / Joe Lee Wilson (1976)
- Tokyo Concert / Gil Evans (1976)
- Tarika Blue vol.2 / Tarika Blue (1977)
- Main Force / Elvin Jones (1977)
- Time Capsule / Elvin Jones (1977)
- Aft / Joanne Brackeen (1978)
- Round About Midnight / Ted Curson (1978)
- Trinkets and Things / Joanne Brackeen (1979)
- Pleasure / Shigeharu Mukai (1979)
- All-In All-Out(inne języki) / Masahiko Sato (1979)
- I Heard Mingus / Ted Curson (1980)
- Manhattan Skyline / Hiroki Miyano (1980)
- Impressions of Charles Mingus / Teo Macero (1983)
- Crystallization (jap. 夕日とハドソン / 高野基長) (1986)
- Christmas Songs / Carolling Carollers (1988)
- New York String Quartet vol.1 / New York String Quartet (1988)
- New York String Quartet vol. 2 / New York String Quartet (1989)
- Wave / Camila Benson (1995)
- Classic Jazz Funk, Vol. 6: The Definitive Jap-Jazz Mastercuts / Various artists (1995)
- Dusty Fingers Volume 1 (1995)
- Memories / Camila Benson (1996)
- Trinkets and Things / Cosmic Village (1997)
- Desafinado / Camila Benson (1997)
- I Will / John Clark (1997)
- RCA Victor 80th Anniversary, Vol. 6: 1970–1979 (1997)
- Battle of the Bands: Evans Vs. Mingus (1998)
- Super Guitarists (1999)
- Jazz Spectrum: Real Jazz for Real People, Vol. 2 (1999)
- Three Flutes Up / Chip Shelton (1999)
- More What Flutes 4 / Chip Shelton (2001)
- Different Dreams 2 / Estonian Jazz (2001)
- Impressions of Miles Davis / Teo Macero (2001)

### Single
- Electric World (1987)
- One Kiss (1988)
- No Expectations (1988)
- Say Baby I Love You (1988)
- Wildest Dreams (1989)
- Life Is the Rhythm (1989)
- Pleasure Garden (1990)

### Oprogramowanie
- Kawasaki Synthesizer (1984)
- Kawasaki Rhythm Rocker (1984)
- Kawasaki Magical Musicquill (1985)
- Kawasaki Midi Workstation (1986)